# Kutni promjer
Kutni promjer ili kutna udaljenost (oznaka θ ili δ) je udaljenost između dviju točaka mjerena s pomoću kuta između dviju zraka koje iz zajedničke točke (vrh kuta) prolaze kroz te točke. Na primjer, kutni promjer ili kutna udaljenost između dviju zvijezda kut je između zraka koje povezuju oko promatrača i te zvijezde. Mjerne su jedinice kutne udaljenosti radijan (rad) i stupanj (°).
Kutni promjer se može izračunati iz sljedeće jednakosti:
{\displaystyle \delta =2\arctan \left({\frac {d}{2D}}\right),}
gdje je: δ -  kutni promjer ili kutna udaljenost, d – promjer nebeskog tijela, D – udaljenost do tijela. Kada je D puno veći od d, može se dovoljno točno primijeniti jednakost: 
{\displaystyle \delta ={\frac {d}{D}}}.

## Upotreba u astronomiji
U astronomiji se veličina nebeskih tijela često izražava u obliku kutnog promjera (kut pod kojim se vide sa Zemlje), rađe nego njihova stvarna veličina. Veličina nebeskih tijela je često vrlo malena, pa se kao jedinica obično uzima kutna sekunda ili x”, a to je 1/3600 dio jednog stupnja. 
Ako znamo promjer objekta d i udaljenost do objekta D, onda se može izračunati kutni promjer:
{\displaystyle \delta =206265\cdot {\frac {d}{D}}} (kutnih sekundi)
Tablica prikazuje kutne promjere poznatih nebeskih tijela, kako se vide sa Zemlje:
| Nebesko tijelo           | Kutni promjer         |
| ------------------------ | --------------------- |
| Sunce                    | od 31,6' do 32,7'     |
| Mjesec                   | od 29,3' do 34,1'     |
| Venera                   | od 9,565" do 66,012"  |
| Jupiter                  | od 29,8″ do 50,115"   |
| Saturn                   | od 14,991" do 20,790" |
| Mars                     | od 3,492" do 25,113"  |
| Merkur                   | od 4,535" do 13,019"  |
| Uran                     | od 3,340" do 4,084"   |
| Neptun                   | od 2,179" do 2,373"   |
| Ceres                    | od 0,330" do 0,840"   |
| Vesta                    | od 0,2" do 0,64"      |
| Pluton                   | od 0,063" do 0,115"   |
| R Doradus                | od 0,052" do 0,062"   |
| Betelgeuse               | od 0,049" do 0,060"   |
| Erida                    | od 0,034" do 0,089"   |
| Alphard (α Vodena zmija) | 0,00909"              |
| Alfa Centauri A          | 0,007"                |
| Canopus                  | 0,006"                |
| Sirius                   | 0,005936"             |
| Altair                   | 0,003"                |
| Deneb                    | 0,002"                |
| Proxima Centauri         | 0,001"                |

## Vanjske poveznice
- Arhivirana inačica izvorne stranice od 7. listopada 1997. (Wayback Machine) "Small-Angle Formula"
- "Visual Aid to the Apparent Size of the Planets"